# خونسا
خونسا، روستایی از توابع بخش مرکزی شهرستان عنبرآباد در استان کرمان ایران است.

## جمعیت
این روستا در دهستان امجز قرار دارد و براساس سرشماری مرکز آمار ایران در سال ۱۳۸۵، جمعیت آن زیر سه خانوار بوده است.